# Candela
Die Candela (lateinisch für ‚Kerze‘, Betonung auf der zweiten Silbe: [kanˈdeːla]) ist die SI-Einheit der Lichtstärke, also des auf den Raumwinkel bezogenen Lichtstroms. Die Lichtstärke ist eine photometrische Größe, die auch die Hellempfindlichkeitskurve des menschlichen Auges einbezieht.
Der Wert der Einheit wurde so gewählt, dass eine Haushaltskerze eine Lichtstärke von etwa 1 cd hat. Daher rührt auch der aus der lateinischen Bezeichnung für Kerze abgeleitete Name Candela. Diese  Bezeichnung wurde 1948 eingeführt. Sie ersetzte ab 1967 vollständig den zuvor verwendeten Namen Neue Kerze.

## Definition

### Zusammenhang mit dem Lumen
Die Lichtstärke {\displaystyle I_{\text{v}}} in einer bestimmten Richtung ist der Quotient aus dem von der Lichtquelle in diese Richtung ausgesandten Lichtstrom {\displaystyle \Phi _{\mathrm {v} }}, gemessen in der Einheit Lumen (lm), und dem durchstrahlten Raumwinkel {\displaystyle \Omega }, gemessen in Steradiant (sr). Für die Einheit gilt daher:
{\displaystyle \mathrm {1\,cd=1\,{\frac {lm}{sr}}} }.
Eine Lichtquelle, die einen Lichtstrom von {\displaystyle 1\;{\text{lm}}} erzeugt und dieses Licht in alle Richtungen ({\displaystyle \Omega =4\pi \,\mathrm {sr} }) mit gleichmäßiger Lichtstärke abstrahlt, hat in alle Richtungen die Lichtstärke {\textstyle I_{\text{v}}={\frac {1\ {\text{lm}}}{4\,\pi \ {\text{sr}}}}={\frac {1}{4\,\pi }}{\text{cd}}}.

### Anbindung an das Watt
Die Candela ist dadurch definiert, dass für Licht einer bestimmten Frequenz der Strahlungsfluss (gemessen in Watt) durch einen festen Faktor in den Lichtstrom (gemessen in Lumen) umgerechnet wird. Die Definition lautet:

„Die Candela, Einheitenzeichen cd, ist die SI-Einheit der Lichtstärke in einer bestimmten Richtung. Sie ist definiert, indem für das photometrische Strahlungsäquivalent Kcd der monochromatischen Strahlung der Frequenz 540·1012 Hz der Zahlenwert 683 festgelegt wird, ausgedrückt in der Einheit lm W−1, die gleich cd sr W−1 oder cd sr kg−1 m−2 s3 ist, wobei das Kilogramm, der Meter und die Sekunde mittels h, c und ΔνCs definiert sind.“

Dies entspricht der Formel:
{\displaystyle 1\,{\text{cd}}=1\,{\frac {\mathrm {lm} }{\mathrm {sr} }}\;\,{\widehat {=}}\;\,{\frac {1}{683}}\,{\frac {\text{W}}{\text{sr}}}\,}     für  {\displaystyle \nu =540\,\mathrm {THz} }.
Diese Definition wurde 1979 beschlossen und gilt seitdem unverändert. Nur der Wortlaut wurde 2019 im Rahmen der Revision des Internationalen Einheitensystems angepasst. Die genannte Frequenz von 540 THz entspricht grünem Licht mit der Wellenlänge ≈ 555 nm.

### Photometrischer Hintergrund
Licht ist vom Auge wahrnehmbare elektromagnetische Strahlung. Das Auge ist jedoch für unterschiedliche Wellenlängen verschieden empfindlich. Um den von einer gegebenen Strahlung auf das Auge ausgeübten Lichtreiz zu ermitteln, muss für jede Wellenlänge des vorliegenden Wellenlängengemischs die Strahlungsleistung mit einem wellenlängenabhängigen Umrechnungsfaktor, dem photometrischen Strahlungsäquivalent, multipliziert werden. Auf diese Weise ergibt sich aus der radiometrischen Größe „Strahlungsleistung“, gemessen in Watt, die zugehörige photometrische Größe „Lichtstrom“, gemessen in Lumen. Einer in Watt durch Steradiant gemessenen Strahlstärke entspricht eine in Lumen durch Steradiant, also Candela, gemessene Lichtstärke. Der Verlauf der für die Umrechnung benötigten Kurve der spektralen Wahrnehmungsfähigkeit des menschlichen Auges ist durch Normung festgesetzt. Die Definition der Candela bestimmt den Maßstabsfaktor für diese Kurve, indem sie für einen Punkt auf der Kurve den oben genannten Zahlenwert festlegt.

### Wahl der Wellenlänge
Die Definition gibt die Frequenz der Referenzstrahlung an, nicht ihre Wellenlänge. Auf diese Weise erübrigt es sich, einen Brechungsindex für das umgebende Medium zu spezifizieren.

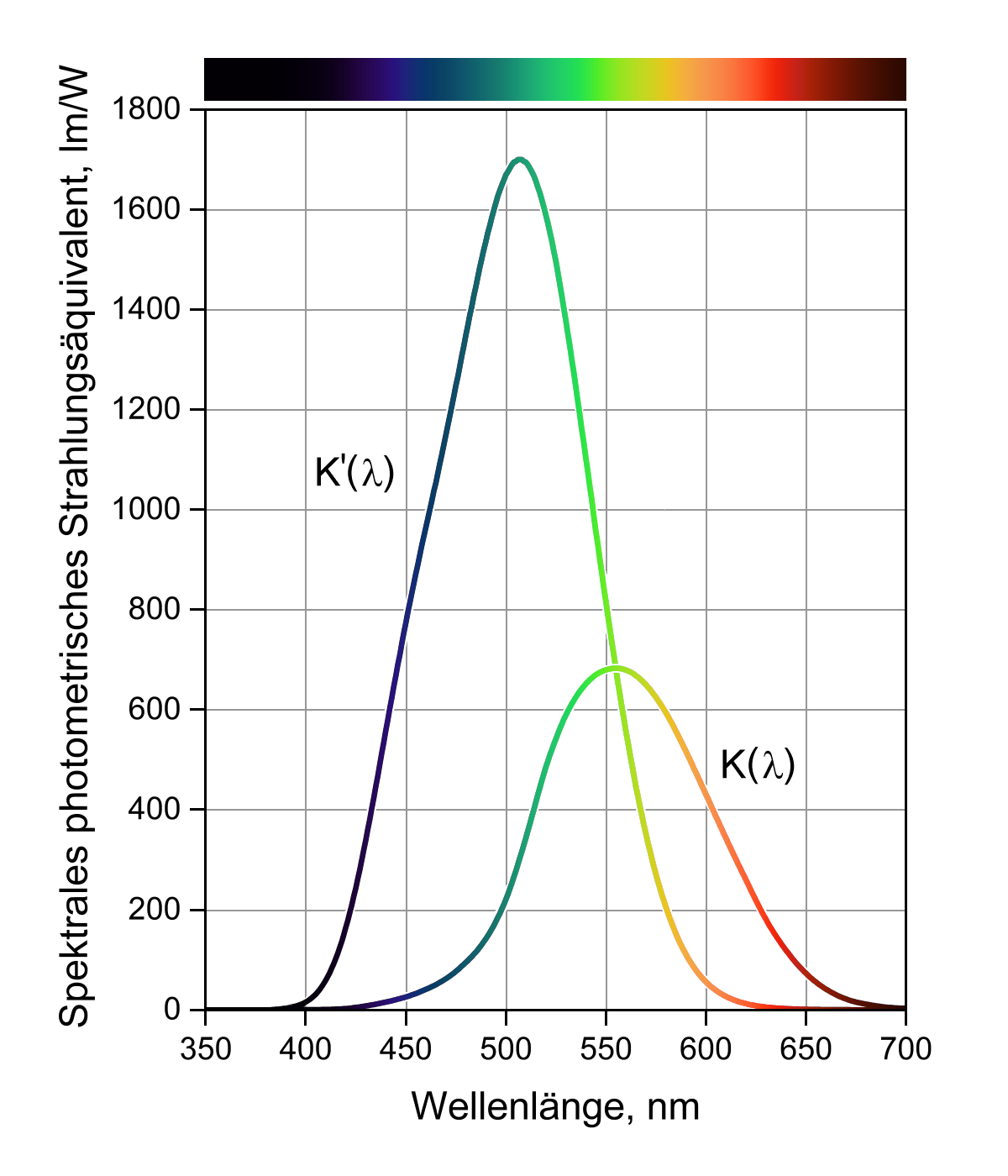
Spektrales photometrisches Strahlungsäquivalent für Tagsehen K(λ) und für Nachtsehen K′(λ).

In Luft unter Normalbedingungen entspricht der genannten Frequenz von 540·1012 Hertz die Wellenlänge 555 nm (grünes Licht). Auf dieser Wellenlänge hat das menschliche Auge bei Tagsehen die höchste Empfindlichkeit. Zufälligerweise schneiden sich in unmittelbarer Nähe dieser Wellenlänge (nämlich bei ca. 555,80 nm) die Empfindlichkeitskurven des Auges für Tag- und Nachtsehen, K(λ) und K′(λ). Die Definition ist daher laut SI und DIN sowohl für Tag- als auch für Dämmerung- und Nachtsehen gültig.

## Candela als Basiseinheit
Die Wahl der Lichtstärke als photometrische Basisgröße und damit der Candela als Basiseinheit erscheint zunächst wenig nachvollziehbar, da der Lichtstrom durch seine Verknüpfung mit der Strahlungsleistung als die fundamentalere Größe anzusehen ist. Zur Anfangszeit der Photometrie jedoch, als der visuelle Vergleich von Lichtquellen im Vordergrund stand, war die Lichtstärke diejenige Eigenschaft der Quellen, die am einfachsten einem Vergleich zugänglich war und die daher als die fundamentale photometrische Größe eingeführt wurde. Die Internationale Beleuchtungskommission und das beratende Komitee (Comité Consultatif de Photométrie et Radiométrie – CCPR) des Internationalen Büros für Maß und Gewicht (BIPM) sprachen sich bei der Formulierung der neuen Definition 1979 dafür aus, dass das Lumen die Candela als Basiseinheit ablösen sollte. Dies wurde aber abgelehnt, weil man zu viele Änderungen befürchtete.

## Geschichte

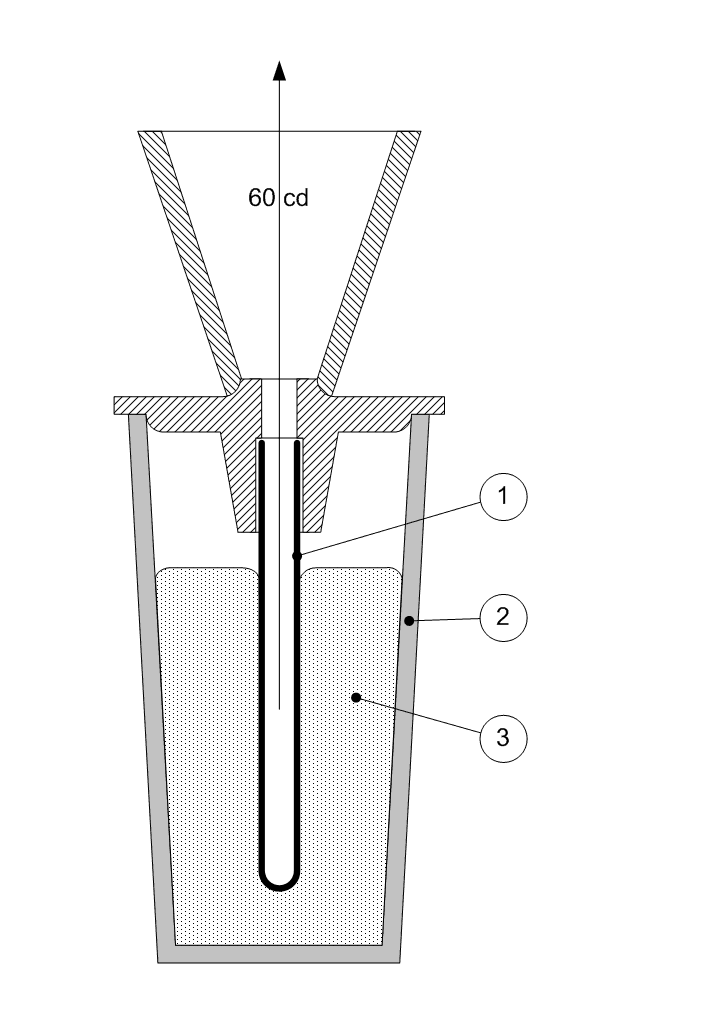
Hohlraumstrahler zur Realisierung der Candela bis 1979 (schematisch). (1) Rohr aus hochschmelzendem Thoriumoxid als Hohlraumstrahler; (2) Behälter aus Thoriumoxid; (3) Erstarrendes Platin als Temperaturreferenz

Ursprünglich wurden Maßeinheiten für die Lichtstärke über standardisierte Referenzlichtquellen definiert, wie die Hefnerkerze. Mit deren Flammen konnte eine zu messende Lichtquelle als heller oder weniger hell verglichen werden.
Auf dem ersten internationalen Elektrizitätskongress 1881 schlug Jules Violle ein Eichmaß auf der Basis eines planckschen Strahlers (Schwarzer Körper) vor.
Nachdem das beratende Komitee für Photometrie bereits 1937 eine entsprechende Resolution beschlossen hatte, wurde die Candela 1946 eingeführt (vor der Ratifizierung durch die CGPM 1948 noch als „Neue Kerze“ bezeichnet) und war bis 1979 wie folgt definiert (offizielle deutsche Übersetzung des ab 1967 gültigen Wortlauts):

„Die Basiseinheit 1 Candela ist die Lichtstärke, mit der 1/600 000 Quadratmeter der Oberfläche eines Schwarzen Strahlers bei der Temperatur des beim Druck 101 325 Newton durch Quadratmeter erstarrenden Platins senkrecht zu seiner Oberfläche leuchtet.“

Diese Definition stellte einen Zusammenhang zwischen der radiometrischen Strahlstärke und der entsprechenden photometrischen Lichtstärke eines Schwarzen Strahlers bei einer Temperatur von 2045 K her. Bei dieser Temperatur hat die spektrale Strahldichte ihr Maximum bei λ ≈ 1,4 μm, d. h. im nahen Infrarot.
Die experimentelle Realisierung dieser Definition war nur mit großem Aufwand zu erreichen. Sie erforderte Platin, das eine hohe Reinheit aufwies und während der Messung behielt, einheitlich gleiche Temperatur, genaue Messung von Raumwinkel und Einfluss der Linsenoptik sowie die genaue Berücksichtigung von Absorption durch Luft und Dampf. Nur wenige Laboratorien verfügten über entsprechende Messapparaturen, und die Ergebnisse waren nur zu ca. 1 % reproduzierbar. Überdies wiesen die meisten kommerziellen Lichtquellen deutlich höhere Farbtemperaturen auf als erstarrendes Platin. Eine Verbesserung dieser Situation war nicht zu erwarten. Radiometrische Messungen, also direkte Messungen der Strahlungsleistung, konnten hingegen immer genauer durchgeführt werden. Daher wurde 1979 die neue Definition vorgenommen.
Durch die Wahl der genannten Frequenz und des Zahlenwertes 683 lm/W für das photometrische Strahlungsäquivalent bei dieser Frequenz schließt die neue Definition von 1979 unmittelbar an die vorhergehende Definition an. Sie ist aber nun nicht mehr von der schwierigen Realisierung eines Schwarzen Strahlers bei einer hohen Temperatur abhängig. Zudem trägt sie durch die Beschränkung auf monochromatische Strahlung den modernen Möglichkeiten zur Messung der optischen Strahlungsleistung Rechnung und führt außerdem die Messaufgabe auf den wesentlich fundamentaleren Fall monochromatischer Strahlung zurück. Die neue Definition ist auch allgemeiner: Sie erlaubt jetzt beispielsweise die Empfindlichkeitskurven des Auges unmittelbar zu messen, während sie früher implizit in ihrem gesamten Verlauf Bestandteil der Definition waren. Die vorherige Definition lieferte einen exakten photometrischen Wert nur für einen Spezialfall mit einer komplexen breitbandigen Wellenlängenverteilung.